# 凱赫拉

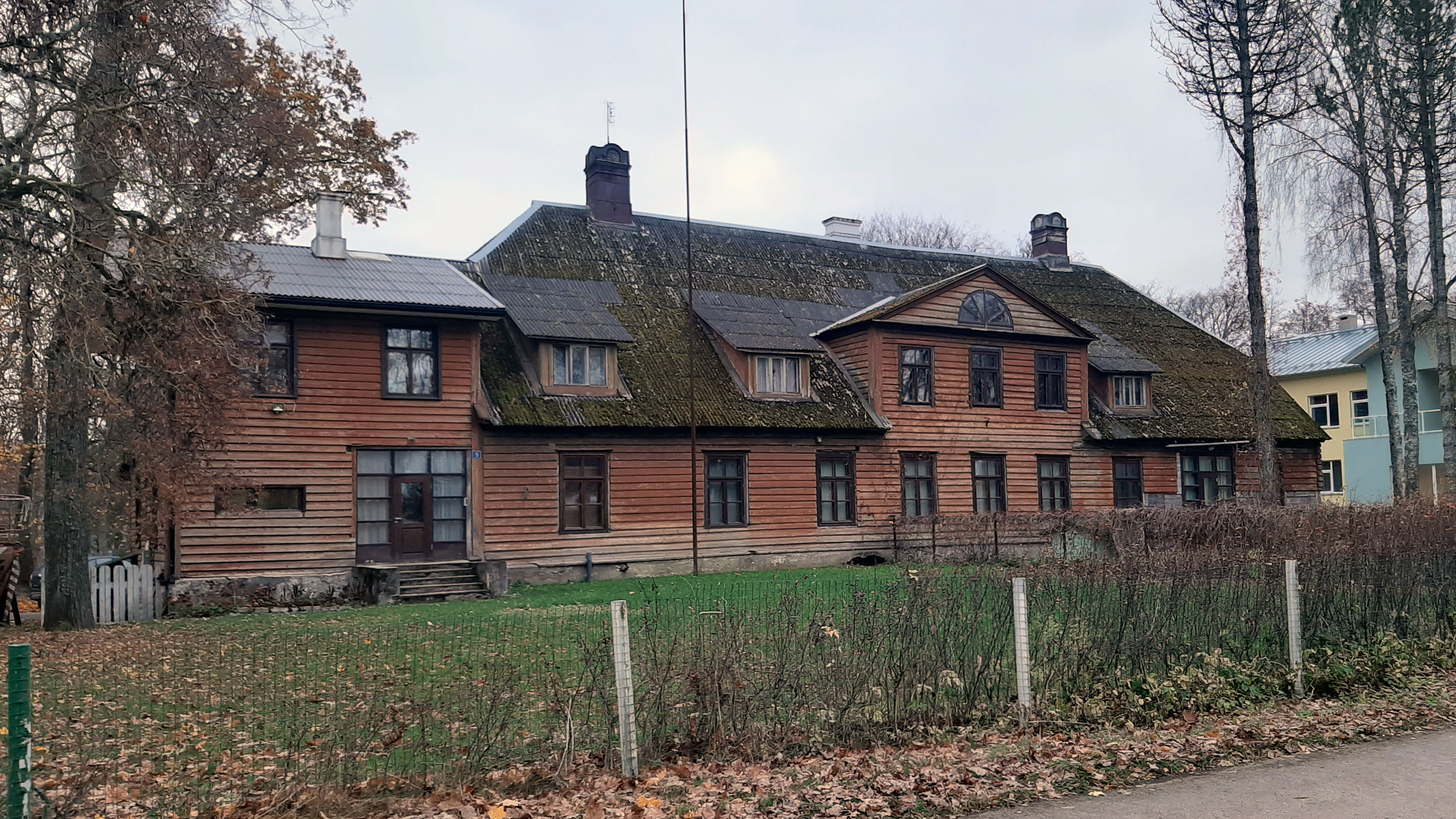
凯赫拉庄园

凱赫拉是愛沙尼亞哈尔尤县阿尼亚市镇的非独立市及行政中心，位於該國北部的耶加拉河畔，距離首都塔林39公里，面積3.83平方公里，海拔高度54米，2009年人口3,060。